# Mémorial de la vague infinie
Mémorial de la vague infinie (en anglais : Infinite Wave Memorial) est un mémorial permanent situé à Cannon Hill Park, à Birmingham, dédié aux 31 victimes britanniques des attentats terroristes de Sousse et du musée du Bardo en 2015. Commandé par le bureau des Affaires étrangères et du Commonwealth, il a été conçu par George King Architects et inauguré en mars 2019 par Harry, duc de Sussex.
Le mémorial est formé de 31 flux métalliques distincts, représentant chacune des victimes des attentats, qui se rebouclent les uns sur les autres, formant une seule vague. La sculpture a duré quatre mois et a été fabriquée à partir de 316 tubes en acier inoxydable. Les noms des victimes sont inscrits sur les flux et placés à l'intérieur de chaque flux sont des messages écrits aux victimes par leurs amis et leurs familles.